# Isabella de Coucy
Isabella de Coucy LG (auch Isabella von England; * 16. Juni 1332 im Woodstock Palace nahe Woodstock (Oxfordshire); † kurz vor dem 4. Mai 1379) war eine englische Prinzessin und heiratete nach mehreren gescheiterten Eheprojekten erst 1365 Enguerrand VII., Herrn von Coucy, dem sie zwei Töchter gebar. Als ihr Gemahl sich im damals zwischen England und Frankreich tobenden Hundertjährigen Krieg nach anfänglicher Zurückhaltung schließlich 1377 offen für Frankreich entschied, endete damit faktisch seine Ehe mit Isabella.

## Abstammung, frühes Leben und fehlgeschlagene Heiratsprojekte
Isabella war das zweite Kind und die älteste Tochter des englischen Königs Eduard III. und seiner Gemahlin Philippa von Hennegau. Sie wurde nach ihrer Großmutter väterlicherseits, Isabella von Frankreich, benannt und dürfte Eduards Lieblingstochter gewesen sein. Bereits als Kleinkind wurde sie sehr verwöhnt, schlief etwa in einer vergoldeten Wiege und trug edelsteinverzierte, aus italienischer Seide gefertigte Kleider. Um ihre Bedürfnisse wie jene ihrer Geschwister kümmerte sich zahlreiches Dienstpersonal. Im Kindesalter wurde Isabella dann gemeinsam mit ihrem älteren Bruder Eduard und ihrer um eineinhalb Jahre jüngeren Schwester Johanna im Haushalt von William und Elizabeth of St Omer betreut.
Obwohl die englische Prinzessin bereits im Kleinkindalter in die Überlegungen der Heiratspolitik des Königshauses einbezogen wurde, sollte sie sich erst im Alter von 33 Jahren vermählen. Schon im Juni 1335 suchte Eduard III. seine damals erst dreijährige älteste Tochter mit dem einjährigen kastilischen Infanten Peter zu verheiraten, doch kam dieses Eheprojekt nicht zustande. Stattdessen wurde später Isabellas Schwester Johanna mit dem Infanten Peter verlobt.
Im November 1338 begannen Verhandlungen über eine Eheschließung Isabellas mit Ludwig, dem Sohn des gleichnamigen Grafen von Flandern. Zwar drängte Eduard III. auf eine Realisierung dieser Heiratsverbindung, doch war Ludwig I. von Flandern schon deshalb ein enger Verbündeter des französischen Königs, weil viele seiner ihm untergebenen reichen und mächtigen Städte sehr auf die Aufrechterhaltung ihrer Autonomie und Privilegien bedacht waren und auch vor rebellischem Verhalten gegenüber ihrem Landesherrn nicht zurückschreckten. Ihr Handelsinteresse gebot den flandrischen Städten aber wiederum, engen Anschluss an England zu suchen, welche Politik sie auch unter der Führung  Jacobs van Artevelde verfolgten. Diese Gegensätze zwischen Ludwig I. und seinen Untertanen vereitelten zunächst die englisch-flandrischen Eheverhandlungen.
Im Jahr 1344, also nicht lange nach dem offenen Ausbruch des Hundertjährigen Kriegs, kam dann für Isabella ein neues Heiratsprojekt in Sicht; sie sollte den Sohn des Herzogs Johann III. von Brabant ehelichen. Doch nach Arteveldes Ermordung im Juli 1345 baten die flandrischen Städte den englischen König um eine Erneuerung der Bemühungen, seine älteste Tochter mit dem Sohn des flandrischen Grafen zu verheiraten. In der Schlacht von Crécy, die am 26. August 1346 mit dem Sieg Eduards III. über König Philipp VI. von Frankreich endete, fiel Ludwig I. von Flandern, dem nun sein 15-jähriger Sohn als Ludwig II. auf den Thron folgte. Dieser wollte trotz des Drucks seiner Untertanen und der Engländer nichts von seiner Vermählung mit Isabella wissen, die damals bei der Belagerung von Calais zugegen war. Der junge Graf fand sich erst, als er von Flamen gefangengesetzt wurde, zur – allerdings nur scheinbaren – Änderung seiner Haltung bereit. Er traf Isabella und deren Eltern am 1. März 1347 in Bergues und versprach, die englische Königstochter bald zu ehelichen und sie mit einer entsprechenden Brautgabe auszustatten, konnte aber noch Ende desselben Monats nach Frankreich entkommen und feierte kurz darauf seine Hochzeit mit Margarete von Brabant, Tochter Herzog Johanns III. von Brabant.
Eine von Eduard III. im Jahr 1349 betriebene Eheanbahnung seiner ältesten Tochter mit dem römisch-deutschen König Karl IV. blieb ebenfalls erfolglos. Am 15. November 1351 sollte sich Isabella an Bord einer Flotte von fünf Schiffen auf den Weg nach der Gascogne machen, um wie zuvor vereinbart Bernard d’Albret, den zweitältesten Sohn des englischen Verbündeten Bernard Ezi IV., Herrn von Albret, zum Gemahl zu nehmen, doch scheiterte auch dieses Projekt, diesmal an der plötzlichen Weigerung der eigenwilligen und verschwenderischen Königstochter.
Der englische König übertrug Isabella, die anscheinend keinen offenen politischen Einfluss ausübte, englische Ländereien, ferner im März 1355 die Aufsicht über die Burstall Priory in Yorkshire sowie am 29. September 1358 ein jährliches Einkommen von Tausend Mark. Die noch immer ledige Prinzessin war unterdessen rege am Hofleben  beteiligt, sah häufig Turnieren zu und nahm an Jagden teil.

## Ehe mit Enguerrand VII. de Coucy und Tod
Schließlich wurde Isabella eine Liebesheirat mit dem um etwa sieben Jahre jüngeren französischen Adligen Enguerrand VII. de Coucy gestattet, mit dem sie am 27. Juli 1365 im Windsor Castle Hochzeit feierte. Der Herr von Coucy, der 1360 als einer der hochadligen französischen Geiseln für die Freilassung König Johanns II. in englische Gefangenschaft geraten war, erlangte nun seine Freiheit zurück und erhielt noch andere Gunstbeweise. Isabella bekam von ihrem Vater ein beträchtliches, lebenslanges Jahreseinkommen sowie teuren Schmuck und Landgüter.
Im November 1365 durfte Isabella mit ihrem Gatten nach Frankreich übersetzen, wo Enguerrand VII. seine Güter inspizieren wollte. Auf dem Stammsitz ihres Gemahls, der Burg Coucy in der Picardie, brachte Isabella im April 1366 ihre erste Tochter, Marie, zur Welt. Weil nach der Rückkehr des Paares nach England Enguerrand VII. am 11. Mai 1366 den Titel eines Earl of Bedford verliehen bekam, war seine Gattin somit nicht nur Herrin von Coucy, sondern auch Gräfin von Bedford. 1367 erhielt Enguerrand VII. von Eduard III. die Grafschaft Soissons, womit Isabella zu ihren Herrschaftstiteln noch jenen einer Gräfin von Soissons hinzufügen konnte. Kurz vor dem 18. April 1367 gebar sie in Eltham ihre zweite Tochter, die nach der Gemahlin des englischen Königs Philippa benannt wurde. Im Juli 1367 stand dann die Rückreise Isabellas und ihres Gemahls nach Frankreich auf dem Programm.
Nach der Wiederaufnahme des Hundertjährigen Kriegs Anfang 1369 sah sich Enguerrand VII. mit dem Problem konfrontiert, einerseits ein Vasall Frankreichs und andererseits der Schwiegersohn des englischen Königs zu sein. Er entschied sich wegen des daraus resultierenden Loyalitätskonflikts, nicht an den folgenden Kämpfen des Hundertjährigen Kriegs teilzunehmen Stattdessen suchte er zuerst im Herbst 1369 vergeblich, Erbansprüche im Elsass gegen seine habsburgischen Vettern Albrecht III. und Leopold III. militärisch durchzusetzen, und diente dann von 1371 bis 1374 als päpstlicher Feldherr gegen die Visconti in Italien. Die inzwischen in England lebende Isabella sah ihren Gatten erst 1374 nach seiner Rückkehr nach Frankreich wieder. Bereits 1375 kämpfte Enguerrand VII. mit Söldnertruppen aber erneut gegen seine Habsburgervettern, letztlich ohne größeren Erfolg. Während dieser Zeit hielt sich seine Gattin wieder in England auf.
Anfang 1376 kam der Herr von Coucy in seine Heimat zurück, traf Isabella und reiste mit ihr bald darauf nach England. Noch im Herbst desselben Jahres begab er sich wieder nach Frankreich. Ebenfalls 1376 wurde Isabella als Lady of the Garter in den Hosenbandorden aufgenommen. Sie weilte am Totenbett ihres Vaters, als dieser am 21. Juni 1377 verstarb. Neuer König wurde ihr Neffe Richard II. Inzwischen hatte Enguerrand VII. beschlossen, alle Verbindungen nach England zu kappen und nur noch dem französischen König zu dienen. Diese Entscheidung bedeutete de facto das Ende der Ehe von Isabella, die mit ihrer jüngeren Tochter Philippa in England blieb, während ihre ältere Tochter Marie weiterhin in Frankreich lebte.
Wohl im April 1379 starb Isabella und wurde in der Greyfriars Church zu London beigesetzt.